# Atsushi Kimura (homme politique)
Pour les articles homonymes, voir Kimura et Atsushi Kimura.
Atsushi Kimura (木村 惇, Kimura Atsushi), né le 30 octobre 1891 dans la préfecture de Miyagi et mort le 12 février 1969, est un fonctionnaire, diplomate et homme politique japonais, gouverneur de la préfecture de Kyoto de 1945 à 1947, au début de l'Après-guerre. L'avant dernier gouverneur nominé par le gouvernement, il se présente aux premières élections gouvernorales de la préfecture de Kyoto en 1947 et est élu, devenant le premier gouverneur de la préfecture de Kyoto élu par la population.

## Biographie
Atsushi Kimura naît le 30 octobre 1891,, dans la préfecture de Miyagi,,, en tant que fils aîné du paysan Kimura Seizō (木村 精造),. Il complète ses études secondaires au deuxième Lycée (ja), à Sendai, dans sa préfecture natale. En 1915, il obtient son diplôme de la faculté de droit de l'université impériale de Kyoto. Ayant passé l'examen d'entrée à la fonction publique supérieure (ja) en 1914, il rejoint le ministère de l'Intérieur en 1915,.
Il devient directeur de l'agriculture et du commerce du département des Affaires intérieures de la préfecture de Tokyo, mais est transféré au ministère des Affaires étrangères. Il y occupe plusieurs postes reliés aux relations internanationales comme premier secrétaire de division du bureau des Affaires européennes et américaines, troisième et deuxième secrétaires de l'ambassade du Japon aux États-Unis, secrétaire du bureau de l'Asie, secrétaire du département des Affaires culturelles, premier et deuxième directeurs du département des Affaires culturelles et secrétaire du département des Affaires culturelles, entre autres. Kimura est ensuite nommé consul général à Chicago, puis ambassadeur japonais aux Philippines,, succédant à Tomoo Watanabe (ja). Il est également secrétaire de l'ambassade du Japon en Pologne (ja) et directeur exécutif de l'association philippine (フィリピン協会).
À la fin de la Seconde Guerre mondiale, plusieurs fonctionnaires et homme politiques sont écartés du pouvoir et Atsushi Kimura est nominé en octobre 1945 comme gouverneur de la préfecture de Kyoto pour ses compétences linguistiques, censées faciliter la communication avec le commandement suprême des forces alliées. Il affirme notamment vouloir exercer ses fonctions en pensent d'abord au peuple, citant Abraham Lincoln dans son discours de nomination. Il prend fonction le 27 octobre. En mars 1947, il démissionne de ses fonctions pour pouvoir se présenter aux premières élections au suffrage universel pour le poste de gouverneur de la préfecture de Kyoto et est brièvement remplacé par Yoshiaki Yamamoto. Il est élu à la suite des élections le 4 avril, et prend fonction de nouveau à partir du 12 avril,,. Une fois en poste à nouveau, il mise sur un plan quinquennal axé sur le production et le développement économique, notamment avec des mesures de redéveloppement forestier et des milieux ruraux,. Il œuvre à l'ouverture de l'université préfectorale Saikyō (京都府立西京大学), l'actuelle université préfectorale de Kyoto, en 1949. Il travaille aussi au rétablissement d'Après-guerre de la préfecture en organisant une course cycliste pour collecter des fonds. Il démissionne en 1950 après avoir été accusé de fraude électorale et son mandat prend fin le 2 avril,. Après sa carrière politique, Atsushi Kimura travaille pour la bourse de Kyoto (ja), dont il devient président,.
Il meurt le 12 février 1969 à l'âge de 77 ans. Il épouse Fumi (ふみ), née en 1897 et la sœur adoptive de Hanaoka Toshio (花岡 俊夫), avec qui il a deux enfants. Sa fille aînée, Ruri (瑠璃), naît en décembre 1918, et épouse plus tard le diplomate Morisaburō Seki (ja), tandis que son fils aîné, Jun'ichi (惇一), naît en septembre 1920, et deviendra aussi un fonctionnaire.

## Résultats électoraux
| Inscrits                 | Inscrits                 | Inscrits                 | 937 580   |             |  |  |
| Abstentions              | Abstentions              | Abstentions              | 392 789   | 41,89 %     |  |  |
| Votants                  | Votants                  | Votants                  | 544 791   | 58,11 %     |  |  |
|                          |                          |                          |           |             |  |  |
| Bulletins enregistrés    | Bulletins enregistrés    | Bulletins enregistrés    | 544 791   |             |  |  |
| Bulletins blancs ou nuls | Bulletins blancs ou nuls | Bulletins blancs ou nuls | 37 106    | 6,81 %      |  |  |
| Suffrages exprimés       | Suffrages exprimés       | Suffrages exprimés       | 507 685   | 93,19 %     |  |  |
|                          |                          |                          |           |             |  |  |
|                          | Candidat                 | Parti                    | Suffrages | Pourcentage |  |  |
|                          | Atsushi Kimura (élu)     | Indépendant              | 256 714   | 50,57 %     |  |  |
|                          | Tenrei Ōta (ja)          | Indépendant              | 189 542   | 37,33 %     |  |  |
|                          | Eisaku Ichii             | Indépendant              | 36 238    | 7,14 %      |  |  |
|                          | Kenji Kawada (ja)        | Parti communiste         | 25 191    | 4,96 %      |  |  |

## Distinctions
- Membre de la Cour du Japon (ja), 4e rang supérieur[4].
- Médaille commémorative des 2600 ans de la fondation de l'Empire (ja)[14]